# Tanana (Alasca)
Tanana é uma cidade localizada no estado americano de Alasca, no Distrito de Yukon-Koyukuk.

## Demografia
Segundo o censo americano de 2000, a sua população era de 308 habitantes.
Em 2006, foi estimada uma população de 275, um decréscimo de 33 (-10.7%).

## Geografia
De acordo com o United States Census Bureau, a localidade tem uma área de 40,3 km², dos quais 29,9 km² cobertos por terra e 10,4 km² cobertos por água.

## Localidades na vizinhança
O diagrama seguinte representa as localidades num raio de 128 km ao redor de Tanana.